# Максименко Юлія Вікторівна
Юлія Вікторівна Максименко (18 червня 1994) — українська голболістка, учасниця Літніх Паралімпійських ігор 2016 року. Кандидат у майстри спорту України.
Представляє Харківський регіональний центр з фізичної культури і спорту інвалідів «Інваспорт».
Бронзовий призер чемпіонату Європи 2016 року.